# الفضل بن ربيعة
أبو عمران الفضل بن ربيعة بن حازم بن علي بن المفرج بن دغفل بن الجراح الطائي كان أميرًا عربيًا في سوريا في أوائل القرن الثاني عشر. تتركز معظم المعلومات المعروفة عنه حول أنشطته العسكرية في حوالي عام 1107. كان جد سلالة آل الفضل التي حكمت القبائل البدوية في الصحراء السورية والسهوب بين القرنين الثاني عشر والثامن عشر.

## سيرته

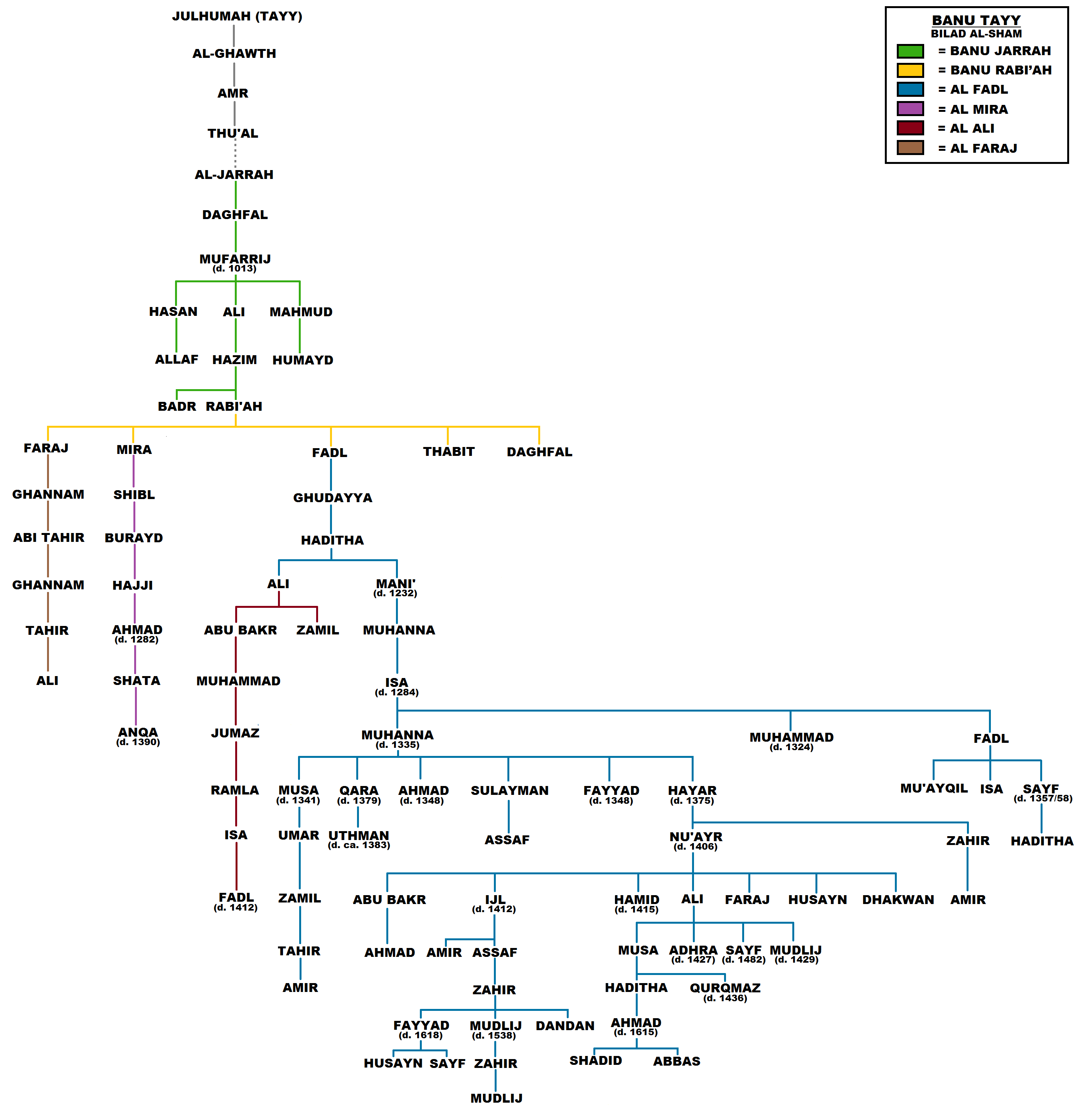
نسب قبيلة بني طيء في الشام. فرع قبيلة الفضل موضح بالخط الأزرق.

كان الفضل ابنًا لربيعة بن حازم، حفيدًا لمفرج بن دغفل، حاكم فلسطين الجراحي في أواخر القرن العاشر وأوائل القرن الحادي عشر. كان الجراحون جزءًا من قبيلة بني طيء الأكبر حجمًا. وكان والده ربيعة متحالفًا مع السلاجقة. ولكن في وقت لاحق، تشاجر الفضل مع الحاكم البوري لدمشق، طغتكين، فطرده من الشام في 1107/08. وبعد ذلك لجأ إلى صدقة، وهو حاكم الحلة المزيادي جنوب بغداد، وعقد معه حلفًا.
وعندما تحدى صدقة السلطان السلجوقي في بغداد، قاتل الفضل إلى جانبه في الطليعة في البداية، لكنه انشق بعد ذلك وانقلب عليه وانضم إلى السلاجقة. وعند وصوله إلى بغداد، كُوفئ هو ورجال قبيلته وأعطوهم سكنًا في مقر إقامة صدقة السابق في بغداد. سعى الفضل إلى قطع طريق صدقة الصحراوي نحو الشام وطلب الإذن بمواصلة استراتيجيته. أعطى السلاجقة الفضل مباركتهم، ولكن بمجرد عبوره نهر الفرات في الأنبار، لم يُعرف شيء عن مصيره، وقد يكون صدقة تمكّن منه وقتله نتيجة خيانته.

### إرثه
كان الفضل والدًا لرجل يُدعى غدية، وجَدّ قبيلته التي تحمل اسمه، آل فضل، التي حكم أمراؤها وأحفادها البدو في كل الصحراء السورية والسهوب باسم الأيوبيين والمماليك،والعثمانيين الأوائل حتى أوائل القرن السابع عشر على الأقل. وفي وقت لاحق، أصبح جزء من أحفاد الفضل يُعرفون باسم آل أبو ريشة، وتولوا قيادة قبيلة الموالي، واستمروا في العمل زعماء وراثيين للبدو في الصحراء السورية حتى غزو قبيلة عنزة من نجد في القرن الثامن عشر. أما القسم الآخر من آل الفضل فقد هاجروا إلى مرتفعات الجولان وسهل البقاع، حيث تخلوا في نهاية المطاف عن أسلوب حياتهم البدوي واعتمدوا الزراعة، واستمروا في استخدام لقب الفضل. وقد نزحوا من مرتفعات الجولان بعد الاحتلال الإسرائيلي في حرب النكسة عام 1967، ويعيشون منذ ذلك الحين في محيط دمشق.